# Coleção Farnese

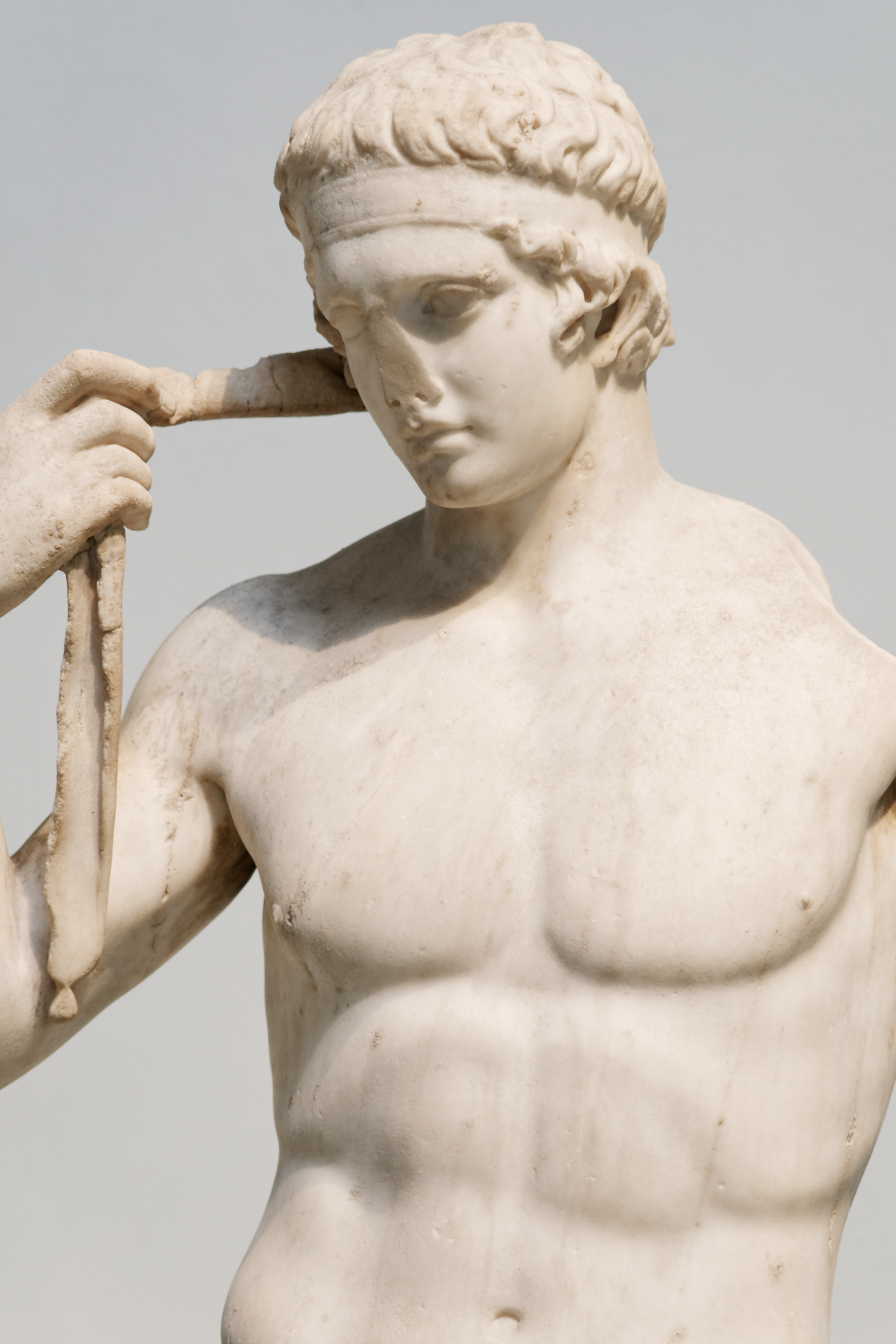
Diadúmeno Farnésio, no Museu Britânico.

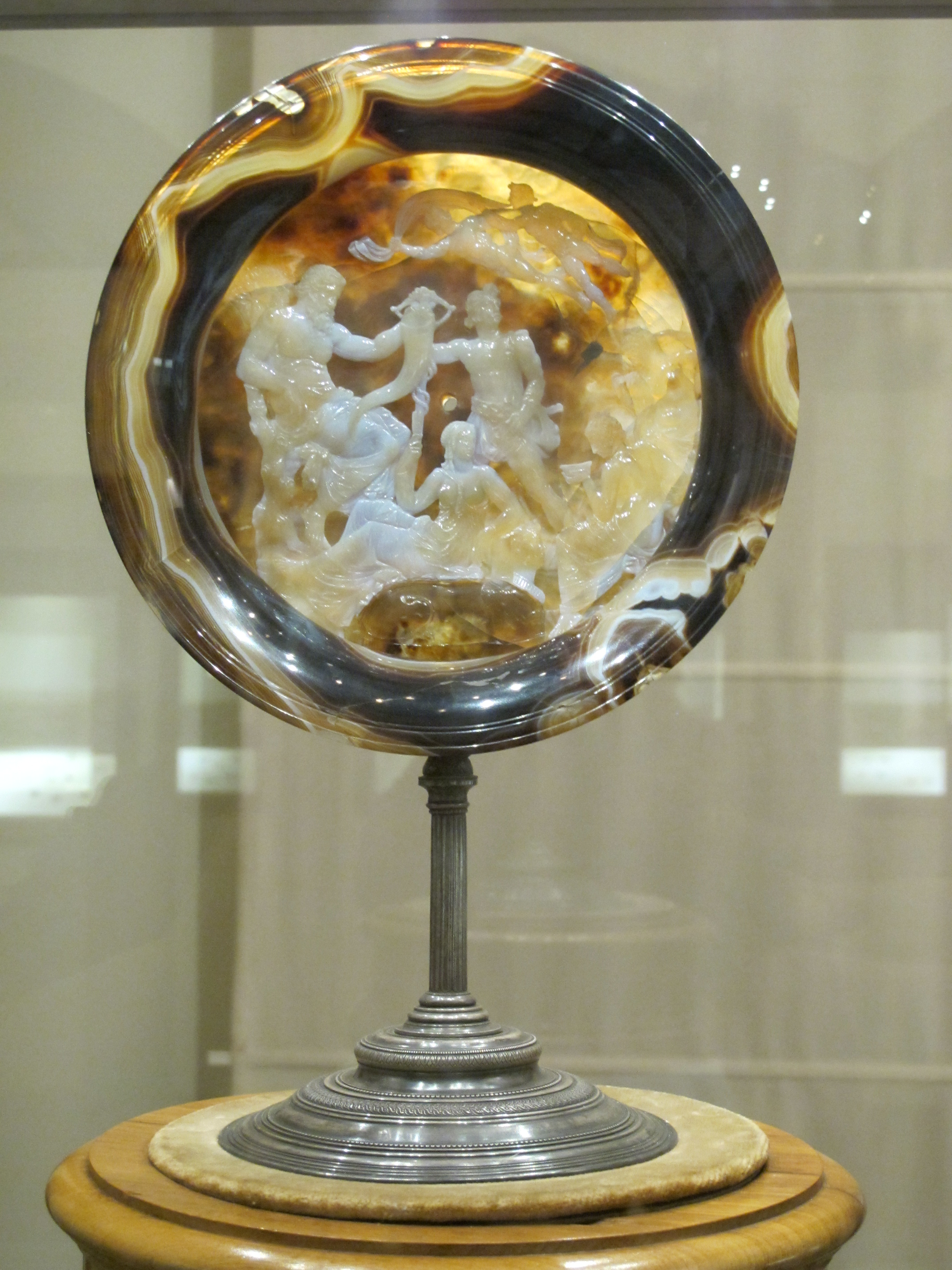
Taça Farnese, no Museu Arqueológico Nacional de Nápoles.

Coleção Farnese foi uma grande coleção particular de obras de arte de propriedade do cardeal Alessandro Farnese, eleito papa com o nome de Paulo III em 1543. Suas esculturas clássicas formaram uma das primeiras coleções de obras de arte da Antiguidade greco-romana e suas estátuas, conhecidas como "Mármores Farnésios", foram extremamente influentes no Renascimento. As obras estão atualmente expostas no Museu Arqueológico Nacional de Nápoles e também no Museu Britânico, em Londres.

## História

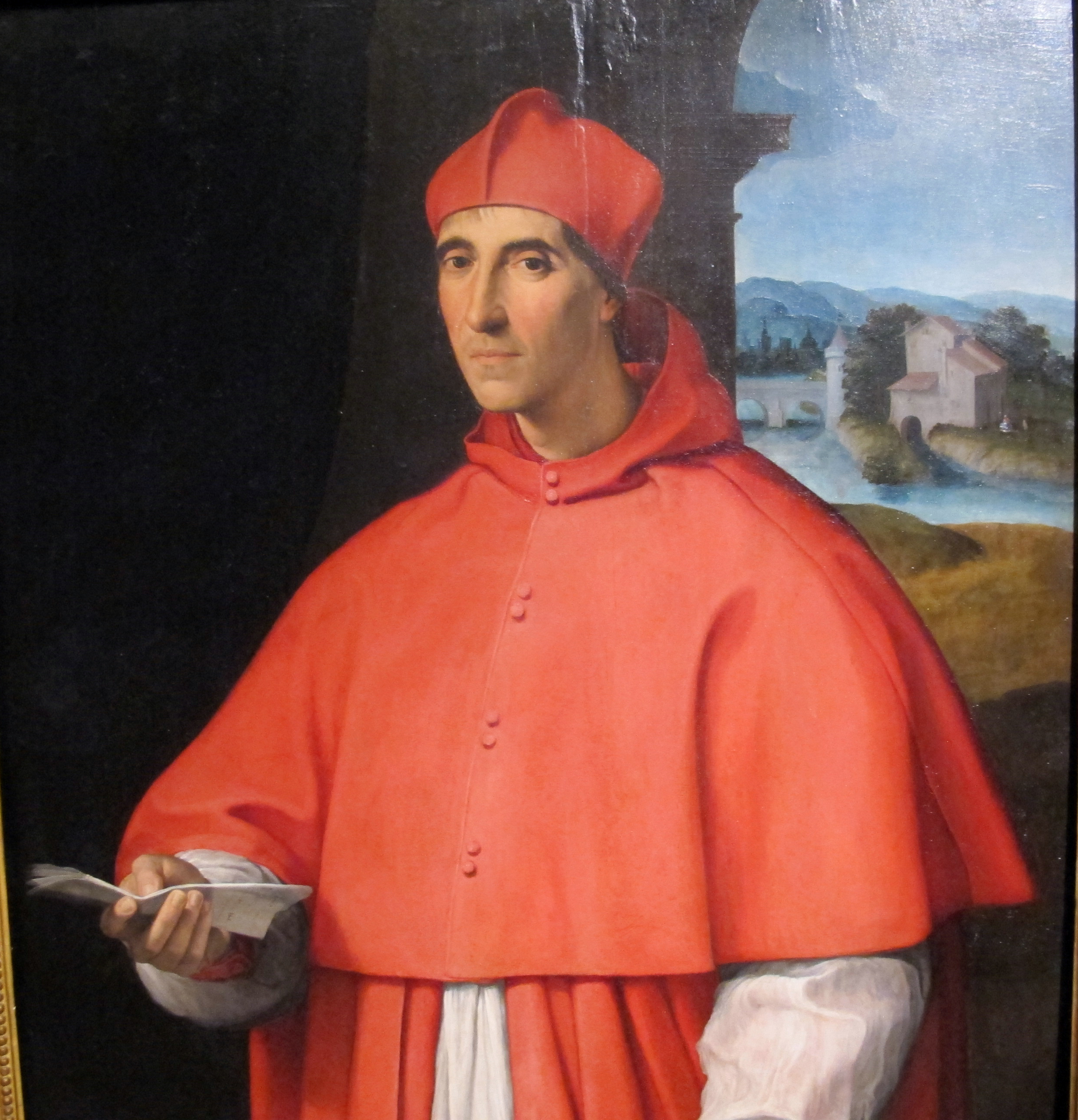
Cardeal Alessandro Farnese, futuro papa Paulo III, o criador da Coleção Farnese.

Obras clássicas eram rotineiramente descobertas em antigos territórios romanos e, durante o Renascimento italiano, elas se tornaram objeto de desejo de grandes colecionadores. Muitas eram também peças de herança nas mais importantes famílias romanas. O cardeal Alessandro adquiriu, por exemplo, a coleção Sassi e a de Bernardino Fabio, confiscou a coleção da família Colonna e recebeu a coleção do cardeal Federico Cesi como uma doação. Outras obras foram adquiridas nos inúmeros antiquários da cidade, incluindo obras que frequentemente eram descobertas durante escavações clandestinas e obras de construção por toda a cidade de Roma. Para abrigá-las, Michelângelo projetou nichos específicos no interior do gigantesco Palazzo Farnese em Roma (1546).
A coleção Farnese foi ampliada mais tarde pelo sobrinho do papa, o também cardeal Alessandro Farnese, que adquiriu as coleções Del Bufalo e Cesarini. Em 1587, a coleção recebeu também a herança deixada por Margarida de Parma, viúva primeiro de Alexandre de Médici e depois de Ottavio Farnese. Ela era proprietária também de uma famosa coleção de gemas esculpidas que pertencia a Lourenço de Médici, incluindo o Taça Farnese e importantes esculturas de mármore, como as estátuas de Pérgamo.
O antiquário e colecionador de confiança dos Farnese, Fúlvio Orsini, ajudou na aquisição de outras obras e, ao morrer, deixou sua própria coleção de gemas, moedas e bustos para Odoardo Farnese. Entre estas obras estavam duas estátuas de Hércules, duas estátuas de Flora e os dois gladiadores que foram colocados sob os arcos do pátio do Palazzo. O Touro Farnésio, uma das obras mais famosas, ficava num abrigo especificamente construído num segundo pátio.

## Mudança para Nápoles
A família Farnese, que se tornaram duques de Parma, entrou em declínio até a morte de Antonio Farnese de Parma e, por conta disto, a coleção passou, através de Elisabetta Farnese, esposa de Filipe V da Espanha, ao filho dos dois, Carlos de Bourbon, que se tornou rei de Nápoles e das Duas Sicílias em 1734. Por decisão dele, a coleção foi levada para Nápoles. Seu filho, Fernando IV de Nápoles, foi o responsável pela mudança, ocorrida em 1787, apesar da forte oposição do papado. 
Muitos das esculturas de mármore foram então restauradas por Carlo Albacini (1735-1813) e as obras continuaram a ser exibidas juntas, mas arranjadas por temas. Alguns foram levadas para o Museu de Capodimonte e outras para o Palácio Real de Caserta, incluindo o famoso Hércules Farnésio. Há também obras nas coleções do Museo Civico e no Collegio Alberoni em Piacenza, na Galleria Nazionale de Parma e no Museu Britânico, que adquiriu, em 1864, dez itens da coleção, atualmente exibidos em galerias espalhadas pelo museu.

## Itens famosos da coleção
A coleção Farnese abriga muitas cópias romanas de antigos originais gregos e provê um amplo panorama da escultura clássica romana. Entre seus itens mais famosos estão:
- Taça Farnese
- Touro Farnésio
- Hércules Farnésio
- Flora Farnese
- Hera Farnese
- Gladiador Farnésio
- Vênus Calipígia
- Pã e Dafne
- Atlas Farnésio
- Minerva Farnese
- Homero Farnésio
- Baco Farnésio
- Harmódio e Aristógito
- Diadúmeno Farnésio (Museu Britânico)
- Hermes Farnésio (Museu Britânico)
- Cativos Farnésios